# 道里区农垦
道里区农垦是中华人民共和国黑龙江省哈尔滨市道里区下辖的一个类似乡级单位。
道里区内有北大荒农垦集团等驻区的中省直单位农场。道里区人民政府在日常行政中，对此类农场区域的管理与其它区域不同，未知道里区农垦是否指此类区域。

## 行政区划
下辖以下地区：
道里区农垦虚拟生活区。